# Rhynchospora bucherorum
Rhynchospora bucherorum là loài thực vật có hoa trong họ Cói. Loài này được León miêu tả khoa học đầu tiên năm 1946.